# 김장리 법률사무소
김장리 법률사무소(영어 회사명칭: KIM, CHANG & LEE)는 1958년 설립된 대한민국 최초의 로펌이다. 2005년에 변호사 수 30명의 김장리와 31명의 바른법률이 합병하여, 업계 7위 규모인 법무법인 바른(영어 회사명칭: KIM, CHANG & LEE)이 되었다.
그러나 2008년 4월 바른과 결별하고, 같은 해 7월 금융 전문로펌 평산과 합병하여 법무법인 양헌으로 되었다.
김장리는 법무법인 세종, 김신앤유, 김앤장, 리앤고, 법무법인 태평양 등과 함께 한국의 1세대 로펌으로 불린다.

## 같이 보기
- 대한민국의 로펌
- 김앤장 법률사무소